# Џорџ I
Џорџ I (енгл. George I; 1660 — 1727) је био краљ Велике Британије и Ирске од 1714. до 1727. и кнез-изборник Хановера од 1698. до 1727. Први је британски владар из династије Хановер.
Његов отац је Ернст Август, кнез-изборник Хановера, а мајка му је Софија Чешка преко које је унук енглеског краља Џејмса I. Наследио је краљицу Ану од Велике Британије.
Био је јако везан за своје немачко порекло тако да никада није научио енглески и правио је честе и дуге боравке у Хановеру због чега је био непопуларан у Енглеској.
Јако се интересовао за спољну политику и захваљујући њему је потписан трећи Троструки савез са Холандијом и Француском.
Наследио га је син Џорџ II.

## Поријекло и дјетињство
Георге је рођен 28. маја 1660. године у Оснабрику, као најстарији син Ернеста Аугуста, хановерског кнеза изборника, и Софије Палатинске, кћерке чешког краља палатинског грофа Фридриха V и Елизабете Стјуарт, која је била кћерка енглеско-ирског и шкотског Џејмса I Стјуарта.
Првих неколико година свога живота био је једини насљедник посједа свога оца и посједа својих стричева. Године 1661. добио је брата, Фридриха Аугуста, са којим је заједно одгајан. Њихова мајка је била одсутна скоро годину дана, од 1664. до 1665. године, током свог боравка у Италији. Након повратка кући Софија је се више заинтересовала за васпитање и образовање својих синова, те родила још четири сина и кћер. У својим писмима Софија је Георгеа описивала као одговорно и савјесно дијете које пружа добар примјер млађој браћи.
До 1675. године Георгов најстарији стриц је умро не оставивши иза себе дјеце, али остали његови стричеви су се оженили, чиме је Георгова позиција евентуалног насљедника њихових посједа била угрожена. Георге је са оцем ишао у лов и јахање. Ернест Аугуст је желио да његов петнаестогодишњи син учи и вјежба у правим биткама, па га је водио на бојишта током рата између Француске и Холандије.
Године 1679. још један Георгов стриц умро је без потомства, па је његове посједе наслиједио Георгеов отац. Георгеов преживјели стриц, Георг Вилхелм од Целеа, оженио је своју љубавницу како би озаконио Софију Доротеју, кћерку коју је имао са њом, али вјероватност да са њом има још дјеце била је мала. Како су њемачке територије признавале Салијски законик, који је само мушкарцима омогућивао насљеђивање посједа, било је све вјероватније да ће Георге и његова браћа наслиједити територије њиховог оца и стрица. Године 1682. договорено је да ће се као принцип насљеђивања усвојити Примогенитура, што је значило да ће сву територију наслиједити Георге, а његова браћа неће добити ништа.

## Брак
Године 1682. Георг је оженио своју рођаку, Софију Доротеју, тако осигуравши да сав приход, који Салијски законик није покривао и који би ишао Софији Доротеји као очевој насљедници, остане у породици. Брак је био чисто политички и служио је као могућност да се уједине Хановер и Целе. Георгова мајка је у почетку била против овога брака јер није подносила Софијину Доротејину мајку, која није била краљевске крви, а бринуло ју је и то што Софија Доротеа није била рођена унутар брачне заједнице, што би, уз њен женски спол, могло бити искориштено као разлог да јој се одузме право на новчане приходе које јој је оставио отац.
Године 1683. Георге и Фридрих Аугуст учествовали су у Великом турском рату у бици код Беча. За вријеме њиховог одсуства Георгова супруга родила је сина, Георга Аугуста. Сљедеће године Фридрих Аугуст је обавјештен о прихваћању примогенитуре која му је одузимала право на насљеђивање дијела очевог територија. Ово је довело до размирица између оца и синова, те између браће. Раздор у породици трајао је све до Фридрикове Аугустове погибије у бици 1690. године. Како је држава Хановер све више расла, а уз њу и учешће хановерске војске у биткама на страни цара Светог римског царства, Ернест Аугуст је 1692. године проглашен једним од кнежева изборника - принчева који су имали право да бирају цара Светог римског царства. Георге је сада био једини насљедник очеве кнежевине и стричевог војводства.
Софија Доротеа је 1687. године Георгу родила још једно дијете, кћерку названу по њој, али то јој је била посљедња трудноћа. Пар се све више удаљавао, а Георге је све више времена проводио са љубавницом Мелусине вон дер Сцхуленбург, са којом је имао двије кћерке. За то вријеме Софија Доротеа је имала аферу са шведским племићем, грофом Пхилипом Цхристопхом вон Кöнигсмарцком. Осјетивши скандал на помолу, хановерски двор, укључујући Георгеову мајку и браћу, вршио је притисак на Георгеа и Софију Доротеу да прекину своје афере, али без успјеха. Извори који потичу из држава које су биле Хановерове супарнице кажу да је гроф убијен по наруџби Георгеа и бачен у ријеку Леине. Извори из Хановера, укључујући ту и Софију Доротеу, не спомињу како је завршила њена афера са грофом.
Георге се развео од Софије Доротеје 1694. године, не на основу тога што су обоје имали ванбрачне афере, већ зато што је Софија Доротеа напустила свога мужа. Уз очеву помоћ, Георг је затворио Софију Доротеу у замак у Ахлдену у њеној домовини. Биле су јој забрањене посјете дјеци и оцу, а било јој је забрањено и преудати се, а без надзора је смјела ходати само у дворишту замка. Била је, међутим, опскрбљивана новцем и слугама, те јој је било дозвољено напуштати двориште замка уз пратњу.

## Унутрашња политика у Енглеској
Џорџ I се ослањао на виговце, јер је помоћу њих дошао на престо. Како су јакобити непрестано радили за стару династију Стјуарт (прво за сина Џејмса II, Џејмса Френсиса Едварда Стјуарта, а потом за његова унука Чарлса Едварда Стјуарта), виговци дуже држаху владу у својим рукама (с малим прекидом од 1689−1760), и све више учвршћиваху права парламентова. За време Џорџове владавине када је остварен главни догађај унутрашњега живота енглескога: састављање парламентарног министарства. Премда и министри беху по закону одговорни парламенту, ипак они нису зависили од њега; јер краљ није морао узети министре из парламентске већине, па ни од чланова парламентових. Тада уђе у обичај да се министарство саставља од виђенијих чланова оне странке која је имала већину у парламенту. При крају владе Џорџа I на челу је енглескога министарства стајао Роберт Волпол, који је свагда имао већину у парламенту, до које, истина, није долазио часним путем.
За време његове владавине је већ утврђена парламентарна владавина. Тада, као ни данас, није ту било писанога устава, него само обичајем утврђених прописа. Сматрало се да је влада подељена између три власти: наследнога краља, Дома лордова (горњег дома), и Дома комуна (доњег дома), састављене од изабраних посланика. Сматрало се да парламент нема друге улоге до само да одобрава законе и буџет; краљ је бирао себи министре и имао извршну власт. Он је био (а и остао је) неодговоран; кад краљ учини што незаконито, онда се узима као да је то учинио стога, што је рђаво саветован, и пред парламентом су одговорни министри, а не он. У ствари је он узимао за првога министра вођа странке која у скупштини има већину, стављао му у дужност да сам избере себи другове и остављао га да управља све дотле, док буде имао своју већину. На тај је начин сва власт била у рукама народне скупштине, а краљ и лордови били су управо само као неки украси.

## Колонијална политика

### Индија
Индија је у 18. веку била насељенија од Европе, али је није насељавао један народ и од пре много столећа становништвом њеним владали су само страни освајачи. Последња владавина, која је заснована у XVI столећу, била је владавина једнога татарскога владаоца, Великога Могула, настањенога у Делхима, који у 17. веку ујединио све индијске земље у једну државу. У XVIII столећу ова је држава већ срушена, и у Индији не бејаше више друге власти осем негдашњих обласних управника, који бејаху постали независни господари, и старешина појединих војничких чета, који међу собом ратоваху с најмљеним војницима.
Француска и енглеска влада бејаху основале у Индији свака по једну повлашћену трговачку компанију. Ове две компаније (француска и енглеска) бејаху подједнако уређене; свака имађаше на обали по неколико градова, заштићених тврђавама и снабдевених магацинима; оне ту издржаваху трговинско, чиновничко особље, нешто војске и по једнога управника (гувернера). Компаније на тај начин бејаху као мале државе. У ХVШ столећу, зарад одбране својих притежања, морадоше узети учешћа у ратовима, које међу собом вођаху мали господари те земље. У брзо се увиде, да једне мала војска, уређена и дисциплинована по европском начину, може тући велику уређену војску и да се од индијских војника може створити изврсна европска војска. Тада бише уређене сипајске (Сипај (cipaye, енглески sepoy, персијски sipahi) у Индији значи војника, ратника, који је у служби Европљана а нарочито Енглеза.) чете, састављене из урођеничких најамника, под европским официрима и наоружане по европски. То је био проналазак директора француске компаније, Диплекса, а енглеска га компанија усвоји и њим се користи.

### Сукоби са Француском
Ратови XVIII века покварили су равнотежу и дали су Енглеској поморску и колонијалну надмоћност. Утрехтским миром (1713) Француска, која је својим поразима на копну била потпуно упропашћена и постала неспособна да издржава ратну морнарицу, уступила је Акадију, Њуфаундленд и Хадсонов залив. Али су јој остале најбољи део њених колонија.
Ни у једној ни у другој земљи државници не појимаху праву важност, коју би могло имати једне колонијално царство. Насеобине су се у ово доба гледале само као притежања или баштине са којих се може убирати кафа, индиго, шећерна трска итд., и највише су се ценили Антили. Простране области у Северној Америци изгледаху као да су бескорисна притежања, а влада није ни марила да види своје поданике, како се селе у насеобине; она је више волела да их чува у земљи. Нико тада није веровао, да би било корисније за Француску, да има и онамо преко океана милионе Француза. Један министар Луја XV, д'Аржансон, говорио је, да би он, кад би био краљ Француске, све насеобине дао за једну главицу од чиоде, а Волтер налажаше да је смешно, што Французи и Енглези ратују „за неколико јутара снежне земље”, како је он назвао земље на Охију.

## Породично стабло
|  |                                                   |  |  |  |  |  |  |  |  |  |  |  |  |  |  |  |
|  | 16. Ernest I, Duke of Brunswick-Lüneburg          |  |  |  |  |  |  |  |  |  |  |  |  |  |  |  |
|  |                                                   |  |  |  |  |  |  |  |  |  |  |  |  |  |  |  |
|  |                                                   |  |  |  |  |  |  |  |  |  |  |  |  |  |  |  |
|  | 8. William, Duke of Brunswick-Lüneburg            |  |  |  |  |  |  |  |  |  |  |  |  |  |  |  |
|  |                                                   |  |  |  |  |  |  |  |  |  |  |  |  |  |  |  |
|  |                                                   |  |  |  |  |  |  |  |  |  |  |  |  |  |  |  |
|  | 17. Софија од Мекленбург-Шверина                  |  |  |  |  |  |  |  |  |  |  |  |  |  |  |  |
|  |                                                   |  |  |  |  |  |  |  |  |  |  |  |  |  |  |  |
|  |                                                   |  |  |  |  |  |  |  |  |  |  |  |  |  |  |  |
|  | 4. George, Duke of Brunswick-Lüneburg             |  |  |  |  |  |  |  |  |  |  |  |  |  |  |  |
|  |                                                   |  |  |  |  |  |  |  |  |  |  |  |  |  |  |  |
|  |                                                   |  |  |  |  |  |  |  |  |  |  |  |  |  |  |  |
|  | 18. Кристијан III Дански                          |  |  |  |  |  |  |  |  |  |  |  |  |  |  |  |
|  |                                                   |  |  |  |  |  |  |  |  |  |  |  |  |  |  |  |
|  |                                                   |  |  |  |  |  |  |  |  |  |  |  |  |  |  |  |
|  | 9. Dorothea of Denmark                            |  |  |  |  |  |  |  |  |  |  |  |  |  |  |  |
|  |                                                   |  |  |  |  |  |  |  |  |  |  |  |  |  |  |  |
|  |                                                   |  |  |  |  |  |  |  |  |  |  |  |  |  |  |  |
|  | 19. Доротеја од Саксе-Лауенбурга                  |  |  |  |  |  |  |  |  |  |  |  |  |  |  |  |
|  |                                                   |  |  |  |  |  |  |  |  |  |  |  |  |  |  |  |
|  |                                                   |  |  |  |  |  |  |  |  |  |  |  |  |  |  |  |
|  | 2. Ернст Август, изборник од Брауншвајг-Линебурга |  |  |  |  |  |  |  |  |  |  |  |  |  |  |  |
|  |                                                   |  |  |  |  |  |  |  |  |  |  |  |  |  |  |  |
|  |                                                   |  |  |  |  |  |  |  |  |  |  |  |  |  |  |  |
|  | 20. Георг I од Хесен-Дармштата                    |  |  |  |  |  |  |  |  |  |  |  |  |  |  |  |
|  |                                                   |  |  |  |  |  |  |  |  |  |  |  |  |  |  |  |
|  |                                                   |  |  |  |  |  |  |  |  |  |  |  |  |  |  |  |
|  | 10. Лудвиг V од Хесен-Дармштата                   |  |  |  |  |  |  |  |  |  |  |  |  |  |  |  |
|  |                                                   |  |  |  |  |  |  |  |  |  |  |  |  |  |  |  |
|  |                                                   |  |  |  |  |  |  |  |  |  |  |  |  |  |  |  |
|  | 21. Magdalene of Lippe                            |  |  |  |  |  |  |  |  |  |  |  |  |  |  |  |
|  |                                                   |  |  |  |  |  |  |  |  |  |  |  |  |  |  |  |
|  |                                                   |  |  |  |  |  |  |  |  |  |  |  |  |  |  |  |
|  | 5. Anne Eleonore of Hesse-Darmstadt               |  |  |  |  |  |  |  |  |  |  |  |  |  |  |  |
|  |                                                   |  |  |  |  |  |  |  |  |  |  |  |  |  |  |  |
|  |                                                   |  |  |  |  |  |  |  |  |  |  |  |  |  |  |  |
|  | 22. Јохан Георг, изборник Бранденбурга            |  |  |  |  |  |  |  |  |  |  |  |  |  |  |  |
|  |                                                   |  |  |  |  |  |  |  |  |  |  |  |  |  |  |  |
|  |                                                   |  |  |  |  |  |  |  |  |  |  |  |  |  |  |  |
|  | 11. Magdalene of Brandenburg                      |  |  |  |  |  |  |  |  |  |  |  |  |  |  |  |
|  |                                                   |  |  |  |  |  |  |  |  |  |  |  |  |  |  |  |
|  |                                                   |  |  |  |  |  |  |  |  |  |  |  |  |  |  |  |
|  | 23. Elisabeth of Anhalt-Zerbst                    |  |  |  |  |  |  |  |  |  |  |  |  |  |  |  |
|  |                                                   |  |  |  |  |  |  |  |  |  |  |  |  |  |  |  |
|  |                                                   |  |  |  |  |  |  |  |  |  |  |  |  |  |  |  |
|  | 1. Џорџ I                                         |  |  |  |  |  |  |  |  |  |  |  |  |  |  |  |
|  |                                                   |  |  |  |  |  |  |  |  |  |  |  |  |  |  |  |
|  |                                                   |  |  |  |  |  |  |  |  |  |  |  |  |  |  |  |
|  | 24. Лудвиг VI Палатински                          |  |  |  |  |  |  |  |  |  |  |  |  |  |  |  |
|  |                                                   |  |  |  |  |  |  |  |  |  |  |  |  |  |  |  |
|  |                                                   |  |  |  |  |  |  |  |  |  |  |  |  |  |  |  |
|  | 12. Фридрих IV Палатински                         |  |  |  |  |  |  |  |  |  |  |  |  |  |  |  |
|  |                                                   |  |  |  |  |  |  |  |  |  |  |  |  |  |  |  |
|  |                                                   |  |  |  |  |  |  |  |  |  |  |  |  |  |  |  |
|  | 25. Elisabeth of Hesse                            |  |  |  |  |  |  |  |  |  |  |  |  |  |  |  |
|  |                                                   |  |  |  |  |  |  |  |  |  |  |  |  |  |  |  |
|  |                                                   |  |  |  |  |  |  |  |  |  |  |  |  |  |  |  |
|  | 6. Фридрих V Палатински                           |  |  |  |  |  |  |  |  |  |  |  |  |  |  |  |
|  |                                                   |  |  |  |  |  |  |  |  |  |  |  |  |  |  |  |
|  |                                                   |  |  |  |  |  |  |  |  |  |  |  |  |  |  |  |
|  | 26. Вилем I Орански Ћутљиви                       |  |  |  |  |  |  |  |  |  |  |  |  |  |  |  |
|  |                                                   |  |  |  |  |  |  |  |  |  |  |  |  |  |  |  |
|  |                                                   |  |  |  |  |  |  |  |  |  |  |  |  |  |  |  |
|  | 13. Louise Juliana of Orange-Nassau               |  |  |  |  |  |  |  |  |  |  |  |  |  |  |  |
|  |                                                   |  |  |  |  |  |  |  |  |  |  |  |  |  |  |  |
|  |                                                   |  |  |  |  |  |  |  |  |  |  |  |  |  |  |  |
|  | 27. Шарлота Бурбонска                             |  |  |  |  |  |  |  |  |  |  |  |  |  |  |  |
|  |                                                   |  |  |  |  |  |  |  |  |  |  |  |  |  |  |  |
|  |                                                   |  |  |  |  |  |  |  |  |  |  |  |  |  |  |  |
|  | 3. Софија Хановерска                              |  |  |  |  |  |  |  |  |  |  |  |  |  |  |  |
|  |                                                   |  |  |  |  |  |  |  |  |  |  |  |  |  |  |  |
|  |                                                   |  |  |  |  |  |  |  |  |  |  |  |  |  |  |  |
|  | 28. Хенри Стјуарт                                 |  |  |  |  |  |  |  |  |  |  |  |  |  |  |  |
|  |                                                   |  |  |  |  |  |  |  |  |  |  |  |  |  |  |  |
|  |                                                   |  |  |  |  |  |  |  |  |  |  |  |  |  |  |  |
|  | 14. Џејмс I Стјуарт                               |  |  |  |  |  |  |  |  |  |  |  |  |  |  |  |
|  |                                                   |  |  |  |  |  |  |  |  |  |  |  |  |  |  |  |
|  |                                                   |  |  |  |  |  |  |  |  |  |  |  |  |  |  |  |
|  | 29. Мери Стјуарт                                  |  |  |  |  |  |  |  |  |  |  |  |  |  |  |  |
|  |                                                   |  |  |  |  |  |  |  |  |  |  |  |  |  |  |  |
|  |                                                   |  |  |  |  |  |  |  |  |  |  |  |  |  |  |  |
|  | 7. Елизабета Стјуарт                              |  |  |  |  |  |  |  |  |  |  |  |  |  |  |  |
|  |                                                   |  |  |  |  |  |  |  |  |  |  |  |  |  |  |  |
|  |                                                   |  |  |  |  |  |  |  |  |  |  |  |  |  |  |  |
|  | 30. Фредерик II Дански                            |  |  |  |  |  |  |  |  |  |  |  |  |  |  |  |
|  |                                                   |  |  |  |  |  |  |  |  |  |  |  |  |  |  |  |
|  |                                                   |  |  |  |  |  |  |  |  |  |  |  |  |  |  |  |
|  | 15. Ана од Данске                                 |  |  |  |  |  |  |  |  |  |  |  |  |  |  |  |
|  |                                                   |  |  |  |  |  |  |  |  |  |  |  |  |  |  |  |
|  |                                                   |  |  |  |  |  |  |  |  |  |  |  |  |  |  |  |
|  | 31. Софија Мекленбуршка                           |  |  |  |  |  |  |  |  |  |  |  |  |  |  |  |
|  |                                                   |  |  |  |  |  |  |  |  |  |  |  |  |  |  |  |
|  |                                                   |  |  |  |  |  |  |  |  |  |  |  |  |  |  |  |